# Yasid
Yasid, en arabe : ياصيد, est un village du gouvernorat de Naplouse en Palestine, situé à 15 km au nord-est de Naplouse, au centre de la Cisjordanie.
Selon le recensement du bureau central palestinien des statistiques, la localité compte une population de 2 505 habitants en 2017.